# Chalkidóna
Chalkidóna är en ort i Grekland.   Den ligger i prefekturen Nomós Thessaloníkis och regionen Mellersta Makedonien, i den norra delen av landet, 300 km norr om huvudstaden Aten. Chalkidóna ligger 22 meter över havet och antalet invånare är 3 144.
Terrängen runt Chalkidóna är platt, och sluttar söderut. Runt Chalkidóna är det ganska tätbefolkat, med 78 invånare per kvadratkilometer. Närmaste större samhälle är Giannitsá, 17,5 km väster om Chalkidóna. Trakten runt Chalkidóna består till största delen av jordbruksmark.